# 黑尔马·米勒
黑尔马·米勒（德語：Helmar Müller，1939年8月11日—2023年6月9日），德国男子田径运动员，主攻400米短跑。他曾代表西德参加1968年夏季奥林匹克运动会田径比赛，获得男子4×400接力铜牌。